# Elena López
Elena López Benaches (Turís, Valencia,  4 de octubre de 1994) es una gimnasta rítmica española, subcampeona olímpica en los Juegos Olímpicos de Río 2016, bicampeona del mundo de 10 mazas (Kiev 2013 y Esmirna 2014) y 4.ª en los Juegos Olímpicos de Londres 2012 con el conjunto español. En Stuttgart 2015 lograron el bronce mundial en el concurso general, siendo la primera medalla española en la general de un Campeonato del Mundo desde 1998. La plata en Río 2016 fue la primera medalla olímpica para la gimnasia rítmica española desde Atlanta 1996, y la logró junto con Sandra Aguilar, Artemi Gavezou, Lourdes Mohedano y Alejandra Quereda, conjunto conocido como el Equipaso.
Posee numerosas medallas en Mundiales, Europeos y pruebas de la Copa del Mundo, entre otras competiciones internacionales. Entre las distinciones obtenidas como miembro del conjunto están el Premio As del deporte (2014), la Copa Barón de Güell en los Premios Nacionales del Deporte (2015), la Medalla de Bronce de la Real Orden del Mérito Deportivo (2015) y la Medalla de Plata de la Real Orden del Mérito Deportivo (2016). Una calle en Turís fue bautizada como «Gimnasta Elena López Benaches» en su honor en 2014, y el Gimnasio Municipal de la ciudad lleva su nombre desde 2016.

## Biografía deportiva

### Inicios

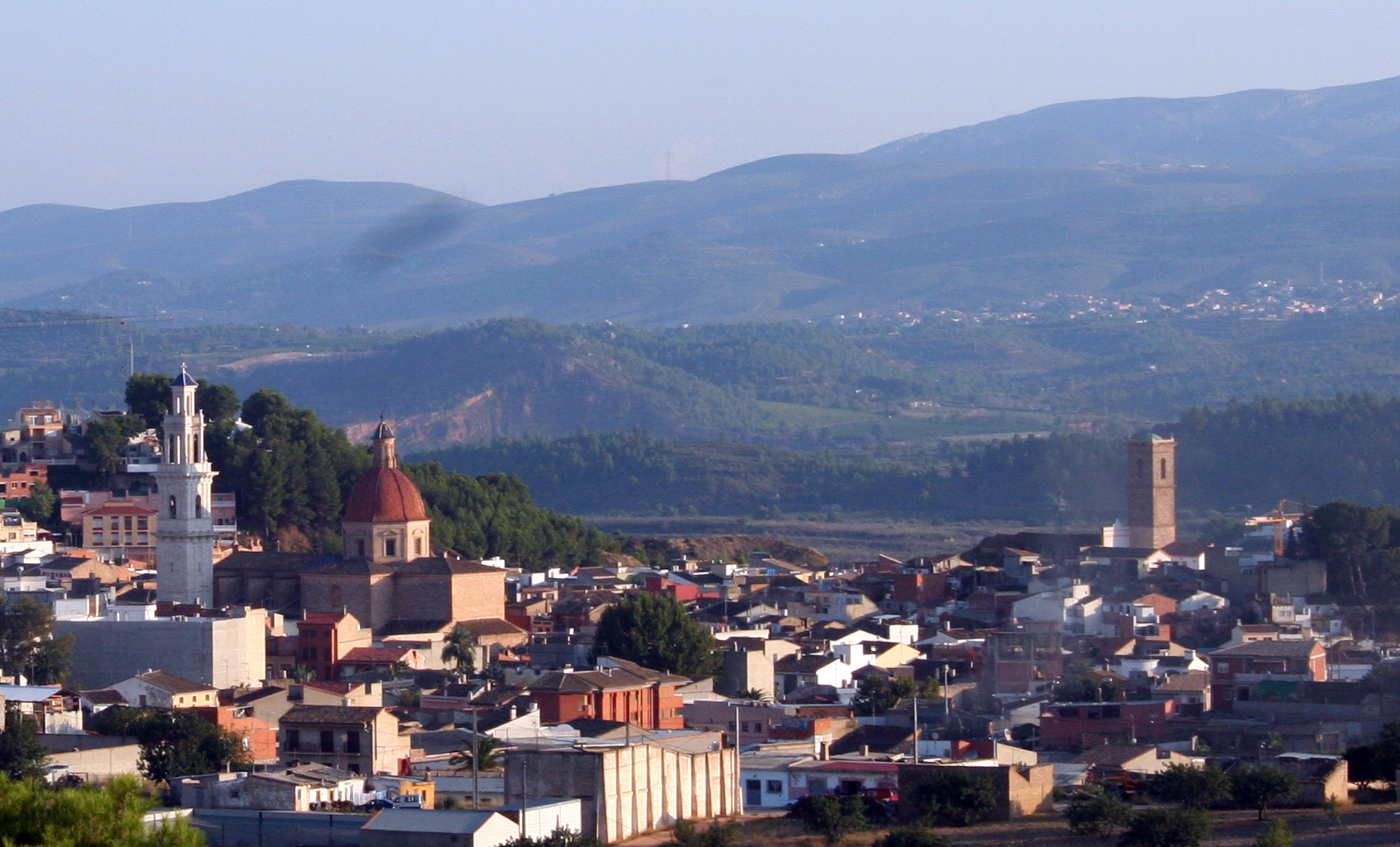
Elena residió durante su infancia en Turís, donde se inició en la gimnasia rítmica con 6 años.

Aunque nació en Valencia, fue residente durante su infancia en Turís (Valencia), donde empezó en la gimnasia rítmica con 6 años de edad en el Club Turís de dicho municipio. Posteriormente realizó modalidad de conjuntos con el Club Gimnasia Rítmica Alzira de Alcira durante dos años, para pasar después al Club L'Almara de Burjasot, en el que entró en 2005 y permaneció hasta su llegada al equipo nacional.

### Etapa en la selección nacional

#### 2008 - 2012: ciclo olímpico de Londres 2012
Entró en la selección nacional de gimnasia rítmica de España en septiembre de 2008, pasando entonces a integrar el conjunto júnior y entrenando en el Centro de Alto Rendimiento de Madrid. Con el combinado júnior logró en 2009 la 7.ª posición en la general y la 5.ª en la final de 5 cintas en el Torneo Internacional júnior paralelo a la Copa del Mundo de Portimão, y la 5.ª plaza en el Campeonato Europeo de Bakú. El conjunto júnior titular ese año estaba integrado por Elena, Ainhoa Lidón, Lourdes Mohedano, Yanira Rodríguez y Júlia Usón, y era entrenado por Noelia Fernández.
En 2010 pasó a formar parte del conjunto sénior, que estaba entrenado por la seleccionadora Efrossina Angelova y por Noelia Fernández. Este año Elena sería gimnasta titular en los dos ejercicios de la temporada. En abril tuvo lugar el Campeonato Europeo de Bremen, donde el combinado español logró la 5.ª plaza en el concurso general, la 6.ª en 3 cintas y 2 cuerdas, y la 8.ª en 5 aros. En septiembre disputaron el Campeonato Mundial de Moscú, obteniendo la 15.ª plaza en el concurso general y la 8.ª en la final de 3 cintas y 2 cuerdas. El conjunto para esa competición lo integraron Elena, Loreto Achaerandio, Sandra Aguilar, Miriam Belando (que no había estado en Bremen), Alejandra Quereda y Lidia Redondo, además de Yanira Rodríguez como suplente.
En enero de 2011 Anna Baranova regresó como seleccionadora nacional, con Sara Bayón como entrenadora del conjunto junto a la propia Anna. En esos momentos el equipo llevaba tres meses de retraso respecto a los demás, el intervalo de tiempo entre la destitución de Efrossina Angelova (que interpuso una demanda a la Federación por despido improcedente) y la contratación de Anna Baranova, llegando algunas gimnastas a regresar a sus clubes de origen durante este periodo, aunque varias siguieron trabajando a nivel corporal y técnica de aparato con Noelia Fernández a la espera de una nueva seleccionadora. Con la vuelta de Anna y Sara, se realizaron nuevos montajes de los dos ejercicios con el objetivo de clasificarse en el Mundial de ese año para los Juegos Olímpicos de Londres 2012. El nuevo montaje de 5 pelotas tenía como música «Red Violin» de Ikuko Kawai (un tema basado en el adagio del Concierto de Aranjuez), mientras que el de 3 cintas y 2 aros usaba Malagueña de Ernesto Lecuona en las versiones de Stanley Black And His Orchestra y de Plácido Domingo. Este año Elena sería titular únicamente en el ejercicio de 3 cintas y 2 aros, mientras que en el de 5 pelotas saldría Loreto en su lugar. Durante esa temporada, el conjunto se consiguió clasificar para diversas finales en pruebas de la Copa del Mundo, además de hacerse con las 3 medallas de oro en juego tanto en el US Classics Competition en Orlando como en el II Meeting en Vitória (Brasil). En el Campeonato Mundial de Montpellier (Francia) no pudieron clasificarse directamente para los Juegos Olímpicos, ya que obtuvieron la 12.ª posición y una plaza para el Preolímpico tras fallar en el ejercicio de cintas y aros al hacerse un nudo en una cinta tras el choque en el aire de dos de ellas. Además lograron la 6.ª plaza en la final de 5 pelotas. Tras el Campeonato del Mundo de Montpellier siguieron sus entrenamientos con el objetivo de poder clasificarse finalmente para los Juegos en la cita preolímpica. En noviembre participaron en el Euskalgym y en diciembre, en el I Torneo Internacional Ciudad de Zaragoza, consiguieron la medalla de plata tras las rusas. El conjunto titular ese año estuvo formado por Elena, Sandra Aguilar, Loreto Achaerandio, Lourdes Mohedano, Alejandra Quereda (capitana) y Lidia Redondo.
Para 2012, Elena seguiría siendo titular únicamente en el ejercicio de 3 cintas y 2 aros. En enero el conjunto español de gimnasia rítmica logró el oro en el torneo Preolímpico de Londres 2012, asegurando su participación en los Juegos Olímpicos de Londres 2012. En mayo, el conjunto español obtuvo la medalla de bronce en la clasificación general de la prueba de la Copa del Mundo celebrada en Sofía (Bulgaria) y la medalla de oro en la final del ejercicio mixto de cintas y aros. En julio de 2012 el conjunto consiguió la medalla de bronce en la clasificación general de la prueba de la Copa del Mundo celebrada en Minsk.
Posteriormente, Elena acudió con el equipo a los Juegos Olímpicos de Londres 2012, su primera experiencia olímpica. En la fase de clasificación, el conjunto español, compuesto por Elena, Loreto Achaerandio, Sandra Aguilar, Lourdes Mohedano, Alejandra Quereda (capitana) y Lidia Redondo, sumó 54,550 puntos (27,150 en 5 pelotas y 27,400 en 3 cintas y 2 aros), lo que les colocó quintas en la clasificación general y las metió en la final. En la final olímpica celebrada en el Wembley Arena, el conjunto español realizó un primer ejercicio de 5 pelotas en el que obtuvieron una puntuación de 27,400 puntos, colocándose en 5.ª posición y mejorando en 250 centésimas con respecto a su puntuación obtenida el día de la clasificación. En el ejercicio de 3 cintas y 2 aros obtuvieron una puntuación de 27,550 puntos. España reclamó la nota de dificultad del ejercicio, que fue de 9,200, aunque la reclamación fue rechazada por la Federación Internacional de Gimnasia (FIG). Tras finalizar los dos ejercicios, España acumuló un total de 54,950 puntos, lo que le sirvió para acabar la competición en 4.ª posición y obtener el diploma olímpico. En noviembre participó junto a sus compañeras en una exhibición en el Euskalgym.

#### 2013 - 2016: ciclo olímpico de Río 2016

##### 2013: primer título mundial en Kiev
En 2013, el conjunto estrenó los dos nuevos ejercicios para la temporada: el de 10 mazas y el de 3 pelotas y 2 cintas. El primero empleaba como música «A ciegas» de Miguel Poveda, y el segundo los temas «Still», «Big Palooka» y «Jive and Jump» de The Jive Aces. Las nuevas componentes del equipo este año fueron Artemi Gavezou y Marina Fernández (que se retiraría en agosto de 2013). Una lesión llevó a Elena a perderse varias competiciones al inicio de temporada, como la prueba de la Copa del Mundo disputada en Lisboa, donde el conjunto fue medalla de oro en la general y bronce en 3 pelotas y 2 cintas, y la prueba de la Copa del Mundo de Sofía, donde se obtuvo la plata en 10 mazas. Debido a la lesión de Lidia Redondo, Elena pudo volver a la titularidad en el ejercicio de 10 mazas a finales de junio, en una exhibición en Valladolid. Posteriormente participó en la prueba de la Copa del Mundo de San Petersburgo, donde el conjunto fue bronce en el concurso general. Tras la retirada de Marina Fernández, pasó a ser titular también en el de 3 pelotas y 2 cintas.

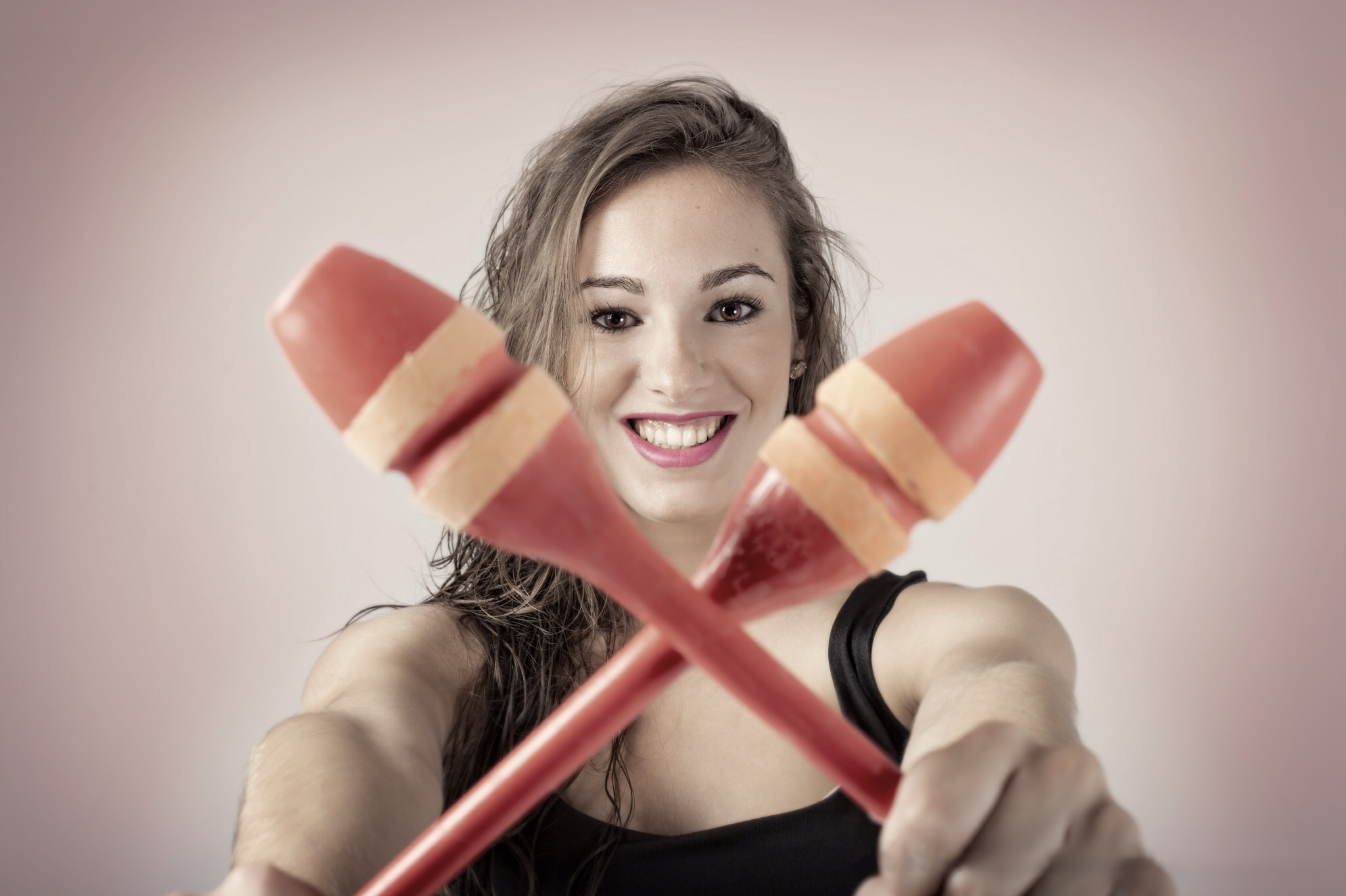
Elena durante una sesión fotográfica en 2013.

El 1 de septiembre en el Campeonato Mundial de Kiev, tras acabar el día anterior 4.º en el concurso general, el conjunto español obtuvo la medalla de oro en la final de 10 mazas y la de bronce en la de 3 pelotas y 2 cintas. La nota del ejercicio de mazas fue de 17,350, lo que otorgó a las españolas el título mundial por delante de Italia y Ucrania, segunda y tercera respectivamente, mientras que en la final del mixto, la nota de 17,166 no fue suficiente para desbancar a Bielorrusia, que fue plata, y a Rusia, que se colgó el oro. El conjunto estaba formado por Elena, Sandra Aguilar, Artemi Gavezou, Lourdes Mohedano y Alejandra Quereda. Estas fueron las primeras medallas obtenidas por España en un Campeonato Mundial de Gimnasia Rítmica desde 1998.
Tras proclamarse campeonas del mundo, las gimnastas del conjunto español realizaron una gira donde participaron en varias exhibiciones, de las cuales Elena participó en las realizadas en el Arnold Classic Europe en Madrid, la Gala Solidaria a favor del Proyecto Hombre en Burgos (aunque no actuó por lesión), la Gala de Estrellas de la Gimnasia en México, D. F., el Euskalgym en Bilbao y en Lyon. Además, realizaron un calendario cuyo fin era recaudar dinero para costear las próximas competiciones. En noviembre de 2013 fue operada del menisco. En 2014, la capitana del conjunto español, Alejandra Quereda, preguntada sobre el hecho de que ningún canal de televisión español transmitiera el Mundial de Kiev y respecto a la no presencia de medios en el aeropuerto al regresar a España, contestó:

«Te choca un poco el hecho de que medios de otros países te apoyen más que los tuyos [...] Después del Campeonato del Mundo nos han invitado a hacer exhibiciones en otros países [...] lo mejor fue al llegar a México. En el aeropuerto nos estaba esperando la prensa, televisiones, radios… Un despliegue. Y, claro, piensas “si somos más famosas aquí que en nuestro país”».
—Alejandra Quereda, en declaraciones en 2014 a Planeta olímpico

##### 2014: bronce europeo en Bakú y segundo título mundial en Esmirna
Las molestias que Elena aún tenía en la rodilla, además de otras incidencias, como un edema óseo en el tobillo izquierdo de Lourdes Mohedano, hicieron retrasar el estreno de la temporada 2014 para el equipo. El 29 de marzo de 2014, el conjunto participó en una exhibición en Vera (Almería), donde estrenó el nuevo ejercicio de 3 pelotas y 2 cintas (con los temas «Intro» y «Mascara» de Violet como música), además de realizar el montaje de 10 mazas, que presentaba algunas modificaciones con respecto al año anterior. La semana posterior, las mismas cinco integrantes del equipo que habían sido campeonas del mundo en Kiev, viajaron a Lisboa para competir en la prueba de la Copa del Mundo disputada allí, su primer campeonato oficial de la temporada. En Lisboa lograron la medalla de oro en el concurso general, mientras que en las dos finales por aparatos obtuvieron sendas medallas de plata, tanto en el ejercicio de 10 mazas como en el mixto de 3 pelotas y 2 cintas. En la última competición antes del Europeo, la Copa del Mundo de Minsk, el conjunto se hizo con la medalla de plata en el concurso general y la de bronce en la final de 3 pelotas y 2 cintas, además de lograr un 4.º puesto en la final de 10 mazas.
En junio disputaron el Campeonato de Europa de Bakú, en el que tras conseguir con una nota de 34,091 el 5.ª puesto en el concurso general dos días antes, lograron colgarse la medalla de bronce en la final de 10 mazas. La nota de 17,550 las colocó en esta final detrás de Rusia, que fue plata, y Bulgaria, que logró el oro. Además, volvieron a obtener la 5.ª plaza en la final de 3 pelotas y 2 cintas con una nota de 17,400. Esta medalla fue la primera lograda por España en un Campeonato Europeo de Gimnasia Rítmica desde 1999. Dos días después del Europeo, el 17 de junio, se llevó a cabo una recepción al equipo nacional en el CSD para celebrar esta presea. En el mismo, el presidente de la Real Federación Española de Gimnasia, Jesús Carballo, calificó al conjunto español como «uno de los mejores equipos que hemos tenido» y destacó el valor de la medalla al ser conseguida ante «países con muchísima más historia y muchos más recursos para poder copar los podios». Alejandra Quereda, la capitana del equipo, señaló que «es una muestra del gran momento de forma en el que nos encontramos».
En agosto se disputó la prueba de la Copa del Mundo en Sofía, en la que el conjunto español obtuvo el 4.º puesto en el concurso general, a solo 5 centésimas del bronce, quedando así por detrás de Italia, Bulgaria y Rusia, que se hizo con el oro. Al día siguiente, consiguieron la medalla de bronce en la final de 10 mazas y el 5.º puesto (empatadas con Ucrania y Bielorrusia) en la de 3 pelotas y 2 cintas. Para esta competición, la gimnasta Artemi Gavezou, que se encontraba recuperándose de una lesión y no pudo viajar, fue reemplazada por Adelina Fominykh en el ejercicio de mazas y por Marina Viejo en el mixto, suponiendo el debut de ambas con el conjunto titular. También ese mismo mes disputaron, de nuevo con Artemi como titular, el IV Meeting en Vitória (Brasil), donde lograron la plata en el concurso general y en 3 pelotas y 2 cintas, y la medalla de oro en 10 mazas. A comienzos de septiembre disputaron la prueba de la Copa del Mundo en Kazán, donde las integrantes del combinado español se hicieron con el bronce en el concurso general, el 4.º puesto en la final de 3 pelotas y 2 cintas, y el 8.º puesto en la de 10 mazas.
En el Campeonato Mundial de Esmirna, varias caídas y una salida del tapiz en el ejercicio de 3 pelotas y 2 cintas, hicieron que el conjunto español acabara en el puesto 11.º en el concurso general, logrando clasificarse solo para la final de mazas. Al día siguiente, el 28 de septiembre, el combinado español logró resarcirse al obtener la medalla de oro en la final de 10 mazas por segundo año consecutivo. La nota del ejercicio fue de 17,433, lo que otorgó a las españolas el título mundial por delante de Israel y Bielorrusia, segunda y tercera respectivamente. El conjunto estaba integrado por las mismas componentes que también lograron la medalla de oro en Kiev el año anterior: Elena, Sandra Aguilar, Artemi Gavezou, Lourdes Mohedano y Alejandra Quereda.
Tras proclamarse campeonas del mundo por segunda vez, en octubre viajaron al LG Whisen Rhythmic All Stars 2014, celebrado en Seúl (Corea del Sur), donde realizaron el ejercicio mixto y participaron en una exhibición. El 15 de noviembre de 2014, una calle en Turís fue bautizada como «Gimnasta Elena López Benaches» en su honor. El 20 de diciembre, el conjunto español participó en el homenaje en Palencia a su entrenadora, Sara Bayón, realizando dos exhibiciones. El reconocimiento tuvo lugar en el Pabellón Marta Domínguez.

##### 2015: bronce mundial en Stuttgart y mayores reconocimientos
Para 2015 se cambiaron los dos ejercicios del conjunto. El ejercicio de 5 cintas tenía como música la canción «Europa» de Mónica Naranjo, mientras que el de 2 aros y 6 mazas un remix de District 78 del tema «Ameksa (The Shepard)» de Taalbi Brothers. El 11 de febrero de 2015 fue operada exitosamente del menisco. En abril, Elena regresó a la competición para disputar la Copa del Mundo de Pesaro, actuando únicamente en el ejercicio de 5 cintas. En la misma, el conjunto obtuvo la medalla de bronce en el concurso general, el 7.º puesto en 5 cintas y el 5.º en 2 aros y 6 mazas. A comienzos de mayo, el conjunto participó en sendas exhibiciones en el Campeonato de España en Edad Escolar, disputado en Ávila, y en el Torneo Internacional de Corbeil-Essonnes (Francia). A finales de mayo el equipo viajó a Taskent para participar en la Copa del Mundo celebrada en la capital uzbeka. Allí lograron dos medallas de plata tanto en el concurso general como en 2 aros y 6 mazas, y acabaron en la 6.ª posición en 5 cintas. En junio, el conjunto participó en los Juegos Europeos de Bakú 2015, obteniendo el 4.º puesto tanto en el concurso general como en la final de 5 cintas. En la Copa del Mundo de Sofía, celebrada en agosto, obtuvieron la 7.ª posición en el concurso general y la 6.ª en la final de 5 cintas. Ese mismo mes, en la Copa del Mundo de Kazán, lograron la 6.ª posición en la general y el 5.º puesto tanto en la final del mixto como en la de 5 cintas.

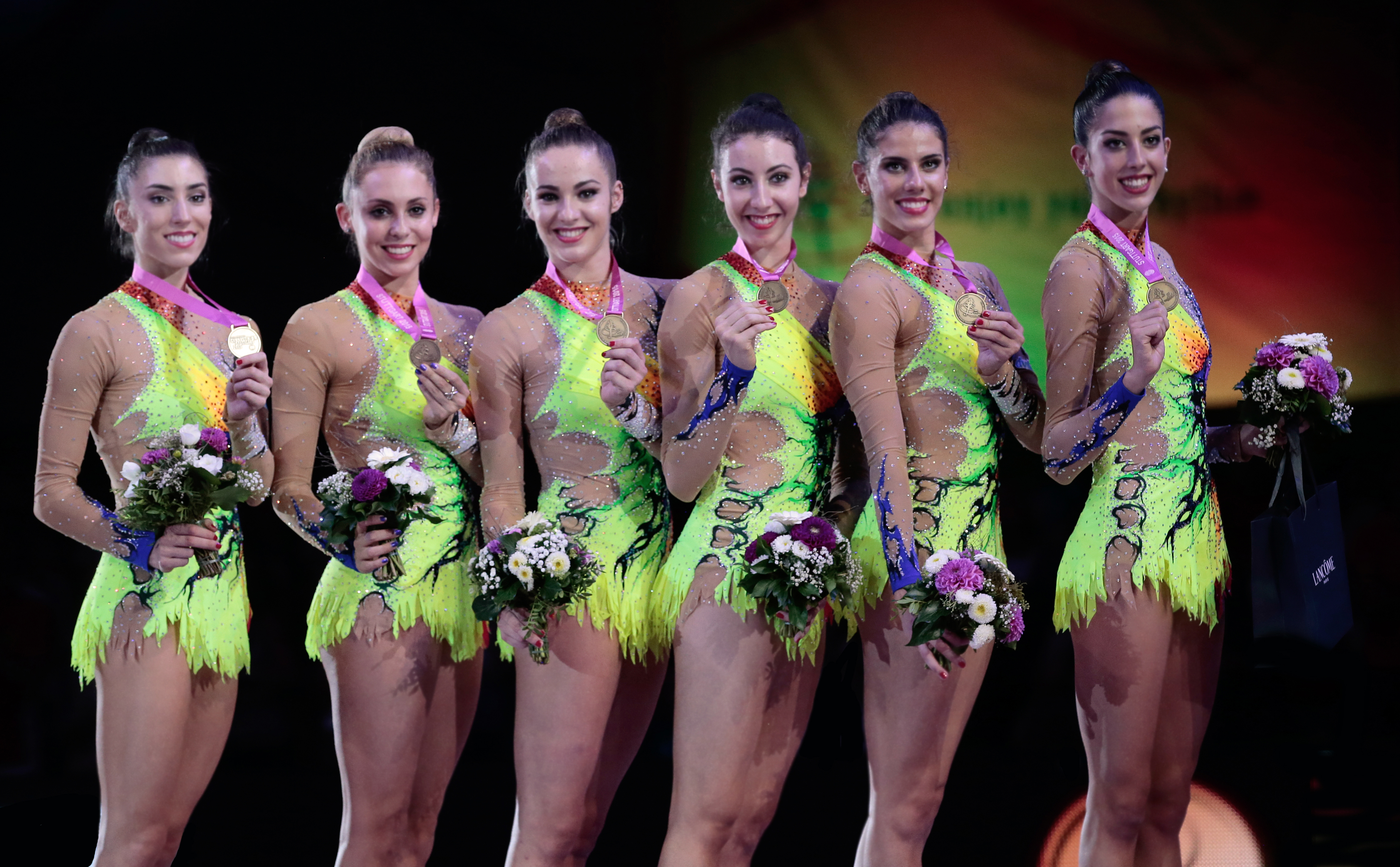
El equipo español con el bronce de la general en el Mundial de Stuttgart (2015).

En septiembre de 2015 se disputó el Campeonato Mundial de Stuttgart, clasificatorio para los Juegos Olímpicos. El primer día de competición, el 12 de septiembre, el conjunto español logró la medalla de bronce en el concurso general con una nota acumulada de 34,900, solo superada por Rusia y Bulgaria, oro y plata respectivamente. Era la primera medalla para España en la general de un Mundial desde 1998. Este puesto otorgó al combinado español una plaza directa para los Juegos Olímpicos de Río de Janeiro 2016. El último día de competición, las españolas obtuvieron la 6.ª plaza en la final de 5 cintas. Durante este ejercicio, Artemi Gavezou se lesionó el pie. El equipo decidió entonces no participar en la final de 2 aros y 6 mazas, ya que además Lidia Redondo, la gimnasta reserva, no podía competir al no estar inscrita en ese momento. El conjunto estuvo integrado en esta competición por Elena, Sandra Aguilar, Artemi Gavezou, Lourdes Mohedano y Alejandra Quereda, además de Lidia Redondo como suplente. Este campeonato fue retransmitido en España por Teledeporte con la narración de Paloma del Río y Almudena Cid, siendo el primer Mundial que emitía una televisión española en dicho ciclo olímpico, ya que los dos anteriores no fueron transmitidos por ningún canal nacional.
Tras este bronce mundial, el conjunto español tuvo sendas recepciones en el Consejo Superior de Deportes y el Comité Olímpico Español, además de conceder numerosas entrevistas a diferentes medios de comunicación, participando por ejemplo en el programa de radio Planeta olímpico de Radio Marca o en el programa de televisión El hormiguero de Antena 3 el 24 de septiembre.

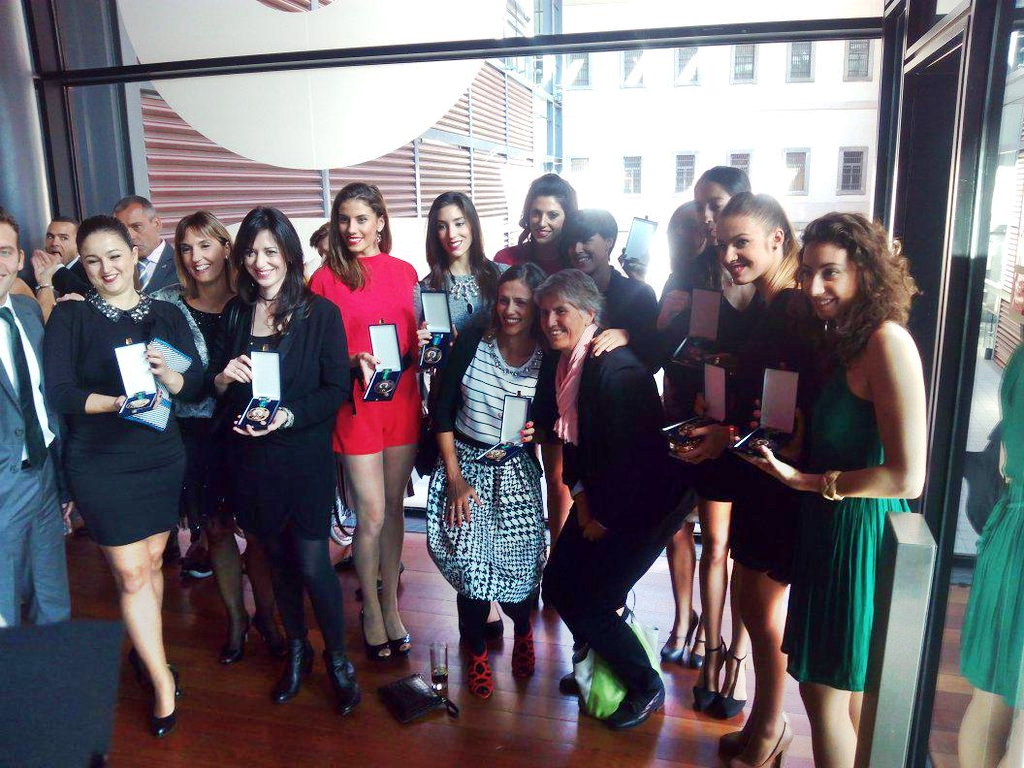
Elena junto al resto del conjunto, las Niñas de Oro y Paloma del Río en la entrega de la Real Orden del Mérito Deportivo (2015).

El 14 de octubre de 2015, las cinco componentes del conjunto español bicampeón del mundo, entre ellas Elena, recibieron la Medalla de Bronce de la Real Orden del Mérito Deportivo, otorgada por el Consejo Superior de Deportes, una de las distinciones más importantes que puede obtener un deportista español. El galardón les había sido concedido el 28 de julio del mismo año. El acto de entrega fue presidido por Íñigo Méndez de Vigo, Ministro de Educación, Cultura y Deporte, y por Miguel Cardenal, presidente del CSD, y tuvo lugar en el auditorio del Museo Nacional Centro de Arte Reina Sofía (Madrid). Además, en el mismo evento fueron galardonadas con la Medalla de Oro el conjunto español campeón olímpico en Atlanta 1996, conocidas como las Niñas de Oro, siendo la primera vez que ambas generaciones de gimnastas se reunían. Un mes después, el 17 de noviembre, el conjunto español acudió a los Premios Nacionales del Deporte, donde les fue entregada la Copa Barón de Güell como mejor equipo nacional de 2014, premio del Consejo Superior de Deportes que se les había otorgado el 13 de julio y que fue compartido con la selección femenina de fútbol. La Copa fue recogida por Alejandra Quereda, capitana del equipo, y por Jesús Carballo Martínez, presidente de la Federación, de manos del rey Felipe VI de España.
El 19 de octubre de 2015 se anunció que el conjunto español de gimnasia rítmica protagonizaría el tradicional anuncio de Navidad de la marca de cava Freixenet, y que este sería dirigido por el cineasta Kike Maíllo. El equipo realizó los ensayos del spot el 29 y el 30 de octubre, y se grabó entre los días 10 y 11 de noviembre en un plató de Barcelona. El anuncio, titulado «Brillar», se estrenó finalmente el 25 de noviembre en un evento en el Museo Marítimo de Barcelona, pudiendo verse desde ese día en la página web de Freixenet y en YouTube. Fue acompañado por la grabación de un documental promocional llamado Mereciendo un sueño, donde gimnastas y entrenadoras cuentan su día a día en el equipo nacional. El 19 de diciembre el conjunto español actuó como cierre de la XXII Gala Internacional Navideña de Gimnasia de Vitoria.

##### 2016: Europeo de Jolón y plata en los Juegos Olímpicos de Río
En febrero de 2016, en la Copa del Mundo de Espoo (Finlandia), el conjunto estrenó dos nuevos ejercicios para la temporada. El de 5 cintas tenía como música un medley de temas con aires brasileños: «Vidacarnaval» de Carlinhos Brown, «Bahiana/Batucada» de Inner Sense y Richard Sliwa, y «Sambuka» de Artem Uzunov. El de 2 aros y 6 mazas contaba por su parte con los temas flamencos «Cementerio judío», «Soleá» y «La aurora de Nueva York», interpretados por la Compañía Rafael Amargo y Montse Cortés. Rafael Amargo también colaboró con el conjunto en la coreografía del ejercicio. El equipo obtuvo el bronce en la general, el oro en cintas y la plata en el mixto. A comienzos de marzo lograron los 3 oros en juego en el Torneo Internacional de Schmiden (Alemania). Ese mismo mes viajaron a la Copa del Mundo de Lisboa, donde obtuvieron el bronce en la general, el 5.º puesto en 5 cintas y otro bronce en el mixto. La semana siguiente se desplazaron a Francia para disputar el Grand Prix de Thiais, que celebraba su 30.ª edición. Allí lograron el bronce en la general, el 4.º puesto en 5 cintas y la plata en el mixto. En mayo, en la Copa del Mundo de Taskent, se colgaron el bronce en cintas y la plata en el mixto tras haber obtenido el 4.º puesto en la general.
En junio se disputó la Copa del Mundo de Guadalajara, la primera competición internacional oficial de gimnasia rítmica que se celebró en España desde la Final de la Copa del Mundo en Benidorm (2008). El evento se desarrolló del 3 al 5 de junio en el Palacio Multiusos de Guadalajara con la asistencia de unas 8.000 personas en las dos últimas jornadas. El conjunto logró alzarse con la medalla de oro en la general por delante de Bielorrusia y Ucrania, mientras que el último día se colgó dos bronces en las finales de cintas y del mixto. Ese mismo mes disputaron el Campeonato de Europa de Jolón, donde obtuvieron el 6.ª puesto en la general con una nota acumulada de 35,333. En las finales por aparatos, lograron el bronce en 5 cintas con una nota de 18,133, y la plata en el mixto con una puntuación de 18,233. En julio compitieron en la Copa del Mundo de Kazán, obteniendo el 6.º puesto en la general y el 4.º en la final de cintas. A finales de ese mismo mes disputaron la Copa del Mundo de Bakú, última cita antes de los Juegos, donde lograron la 5.ª plaza en la general y sendos bronces en las dos finales por aparatos.

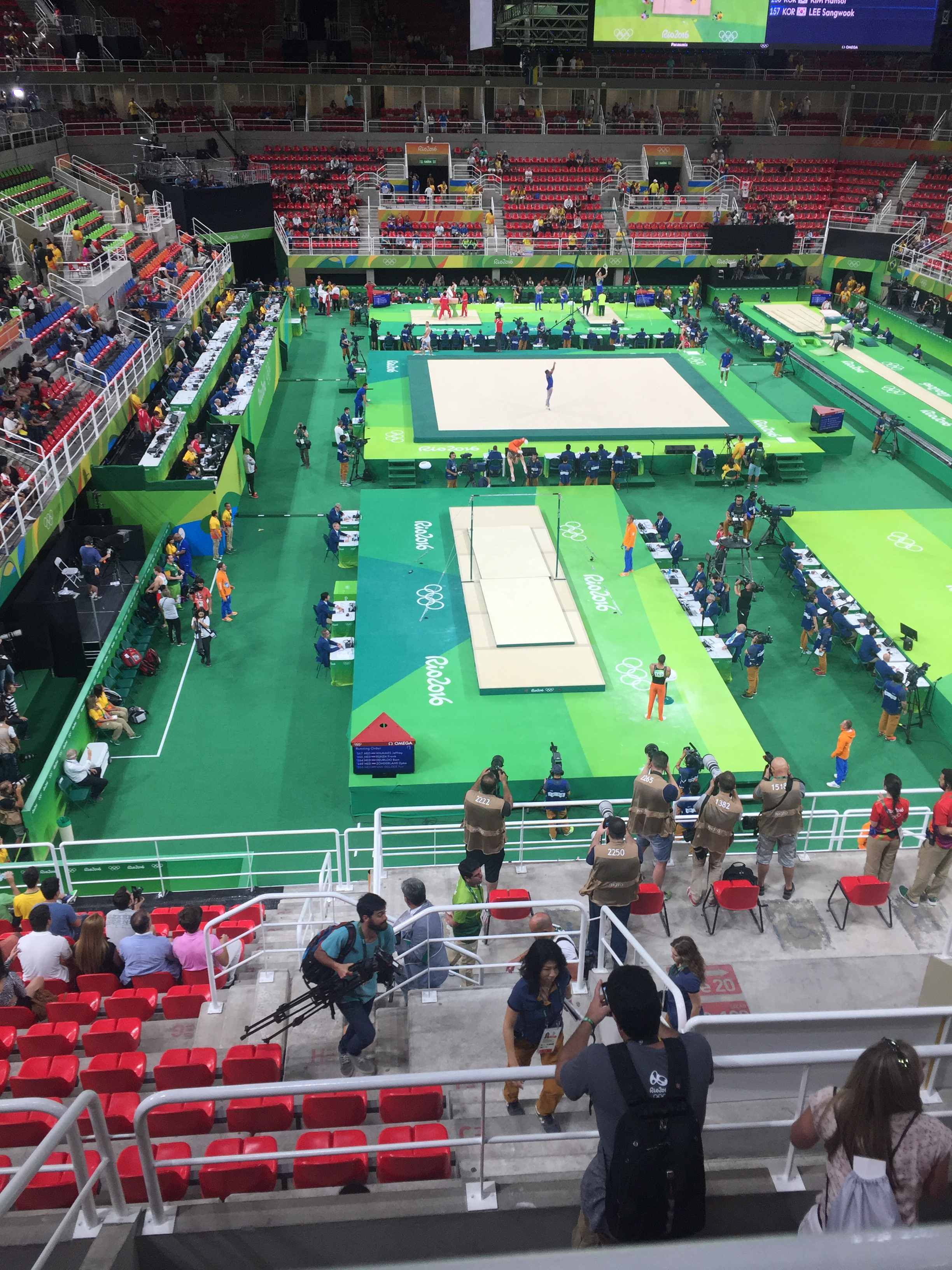
El Arena Olímpica de Río albergó la competición de gimnasia rítmica y artística de los JJ.OO. de Río.

En agosto compitió con el conjunto en los Juegos Olímpicos de Río 2016, su segunda participación olímpica. El combinado español estaba integrado en este evento por Elena, Sandra Aguilar, Artemi Gavezou, Lourdes Mohedano y Alejandra Quereda (capitana). La competición tuvo lugar los dos últimos días de los Juegos en el pabellón Arena Olímpica de Río. El 20 de agosto consiguieron la 1.ª plaza en la calificación con una nota de 35,749 (17,783 en cintas y 17,966 en el mixto), logrando clasificarse así para la final del día siguiente. El 21 de agosto, en la final olímpica, el equipo español se colocó en primer lugar tras el ejercicio de 5 cintas con una nota de 17,800. En la segunda rotación, la del ejercicio mixto, obtuvieron una puntuación de 17,966. Finalmente acabaron en segunda posición tras Rusia y por delante de Bulgaria, logrando así la medalla de plata con una nota de 35,766. Esta presea fue la primera medalla olímpica para la gimnasia rítmica española desde la lograda por las Niñas de Oro en Atlanta 1996.
El 22 de octubre participó junto al resto del Equipaso en una exhibición en el Euskalgym de Vitoria. El 15 de noviembre de 2016, las cinco componentes del conjunto subcampeón olímpico recibieron la Medalla de Plata de la Real Orden del Mérito Deportivo, otorgada por el CSD, que les había sido concedida el 18 de octubre. Asimismo se premió con la Medalla de Bronce a la seleccionadora Anna Baranova, a la gimnasta Carolina Rodríguez y a la juez de rítmica Ana María Valenti. El acto de entrega fue presidido por Íñigo Méndez de Vigo, Ministro de Educación, Cultura y Deporte, y tuvo lugar en el auditorio del Museo Nacional Centro de Arte Reina Sofía (Madrid). Tras anunciarse que el Equipaso volvería a protagonizar el spot navideño de Freixenet, el mismo fue presentado el 28 de noviembre en una gala en el Teatro Goya de Barcelona. Contó con la presentación de Almudena Cid y la presencia del equipo. El anuncio, titulado «Brillar 2016», era prácticamente el mismo del año anterior con excepción del final, que incluía nuevas imágenes de las gimnastas felicitando el año con la plata olímpica. Asimismo, la campaña fue acompañada por un documental promocional llamado La satisfacción es para siempre, con nuevas imágenes y declaraciones de las gimnastas sobre su preparación, y una recreación del podio de los Juegos de Río. En 2017, la entrenadora del conjunto Sara Bayón, preguntada sobre los factores que propiciaron la medalla olímpica, contestó:

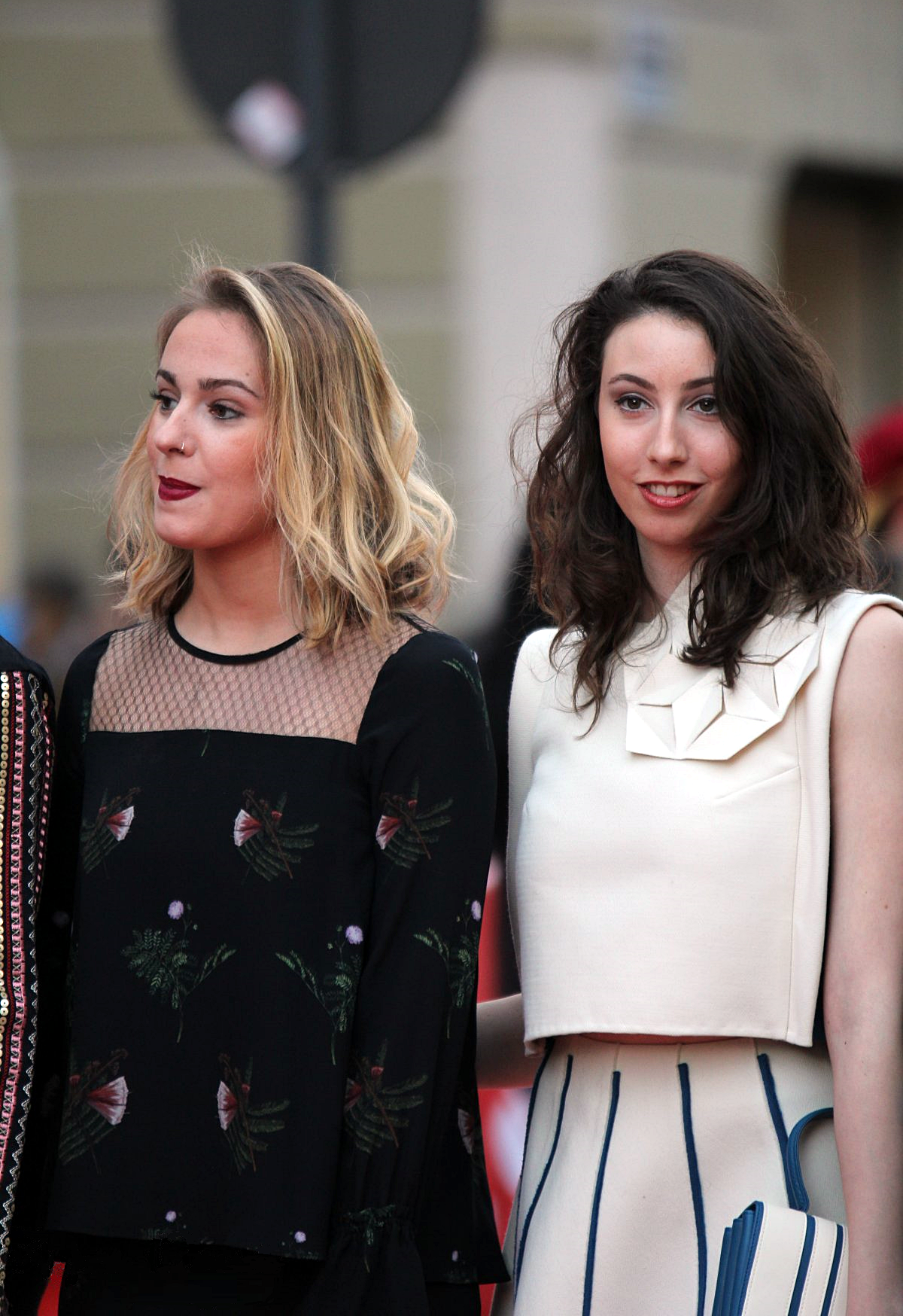
Elena (izqda.) y Artemi Gavezou con el resto del conjunto español en la XXXVII Gala Nacional del Deporte (2017), celebrada en Valladolid y en la que fueron premiadas por tercer año consecutivo.

«Claramente el cuarto puesto de Londres nos ha servido mucho para Río. Ver que estás tan cerca de una medalla fue una motivación extra para encarar el ciclo olímpico siguiente. Y encima comenzamos con dos medallas en el Mundial de 2013 y eso ya fue como un chute de energía y adrenalina [...] Como dijo en su momento Anna Baranova: “En Londres se nos quedó la medalla colgando y en algún momento iba a caer”».
—Sara Bayón, en declaraciones en 2017 a Rincón olímpico

#### 2017 - presente: etapa post-Río
Para 2017, Elena y las otras cuatro gimnastas titulares del equipo dejaron de competir para descansar y centrarse en los estudios u otros proyectos. El 6 de abril de 2017 fue operada del tobillo izquierdo por el doctor Manuel Leyes. El 13 de julio de 2017 asistió en Barcelona a la reunión y a la gala homenaje a los medallistas olímpicos españoles por el 50.º Aniversario del diario As que tuvieron lugar en el Estadio Olímpico Lluís Companys y en el Museo Nacional de Arte de Cataluña respectivamente, donde se reencontró con sus compañeras del Equipaso, así como con cuatro de las Niñas de Oro (Marta Baldó, Estela Giménez, Tania Lamarca y Estíbaliz Martínez), y con Carolina Pascual. El 16 de septiembre de 2017 volvió a ser operada del tobillo izquierdo por el doctor Manuel Leyes en la Clínica Cemtro de Madrid, siendo la segunda vez en seis meses que era intervenida del mismo.
El 25 de noviembre de 2017, Elena asistió al homenaje a las 9 gimnastas olímpicas de la Comunidad Valenciana, organizado por la Federación Valenciana de Gimnasia durante la Fase Final del Circuito Iberdrola de Gimnasia Rítmica en el Pabellón Pedro Ferrándiz de Alicante. Al mismo asistieron Elena, Maisa Lloret, Carolina Pascual, Marta Baldó, Carmina Verdú, Marta Linares, Isabel Pagán y Alejandra Quereda, con la ausencia de Estela Giménez, que no pudo acudir al acto. También fue homenajeada en el mismo la entrenadora Rosa Menor, ex seleccionadora nacional de gimnasia rítmica. A todas ellas se les hizo entrega de un ramo, un plato condecorado del Ayuntamiento de Alicante y un collar de oro con los aros olímpicos.
Elena estudió TAFAD (el Ciclo formativo de Técnico Superior en Animación de Actividades Físicas y Deportivas, actualmente es conocido como TSEAS), y en la actualidad estudia técnica de rayos, planeando posteriormente ser fisioterapeuta.

## Equipamientos
| Período     | Proveedor    |
| ----------- | ------------ |
| 2009 - 2011 | Tanitex      |
| 2013        | Gibon Esport |

| Período      | Proveedor        |
| ------------ | ---------------- |
| 2008 - 2017  | Dvillena Esport  |
| 2010 - 2012  | Mercury          |
| 2012 - 2013  | Gibon Esport     |
| 2012 (JJ.OO) | Bosco di Ciliegi |
| 2013 - 2015  | Joma             |
| 2015 - 2016  | Adidas           |
| 2016 (JJ.OO) | Joma             |
| 2016 - 2017  | Oysho            |

| Período     | Proveedor       |
| ----------- | --------------- |
| 2008 - 2017 | Dvillena Esport |

## Música de los ejercicios
| Año         | Aparatos                                         | Música |
| ----------- | ------------------------------------------------ | --- |
| 2009 - 2010 | 5 aros                                           | «Nothing Else Matters» y «Path», de Apocalyptica. |
| 2009 - 2010 | 3 cintas y 2 cuerdas                             | «El Hada Azul» y «Lucha con el monstruo marino», de la banda sonora del espectáculo de danza Pinocchio, compuesta por Roque Baños e interpretada por la Orquesta Sinfónica Ciudad de Praga. |
| 2011 - 2012 | 5 pelotas                                        | «Red Violin» de Ikuko Kawai (un tema basado en el adagio del Concierto de Aranjuez) |
| 2011 - 2012 | 3 cintas y 2 aros                                | Malagueña de Ernesto Lecuona en las versiones de Stanley Black And His Orchestra y de Plácido Domingo.                                                                                      |
| 2012 - 2013 | Ejercicio de exhibición (Manos libres)           | «Gravity» de Sara Bareilles. |
| 2013 - 2014 | 10 mazas                                         | «A ciegas» de Miguel Poveda. |
| 2013        | 3 pelotas y 2 cintas                             | «Still», «Big Palooka» y «Jive and Jump», de The Jive Aces. |
| 2013 - 2014 | Ejercicio de exhibición (Manos libres)           | «Untouched» de The Veronicas. |
| 2014        | 3 pelotas y 2 cintas                             | «Intro» y «Mascara», de Violet. |
| 2015        | 5 cintas                                         | «Europa» de Mónica Naranjo. |
| 2015        | 2 aros y 6 mazas                                 | Remix por parte de District 78 del tema «Ameksa (The Shepard)» de Taalbi Brothers. |
| 2016        | 5 cintas                                         | «Vidacarnaval» de Carlinhos Brown, «Bahiana/Batucada» de Inner Sense y Richard Sliwa, y «Sambuka» de Artem Uzunov.                                                                          |
| 2016        | 2 aros y 6 mazas                                 | Los temas flamencos «Cementerio judío», «Soleá» y «La aurora de Nueva York», interpretados por la Compañía Rafael Amargo y Montse Cortés.                                                   |
| 2016        | Ejercicio de exhibición (Manos libres, 4 cintas) | «Al-Andalus» de Manuel Carrasco y la Royal Philharmonic Orchestra, «Sambuka» de Artem Uzunov y «Vidacarnaval» de Carlinhos Brown.                                                           |

## Palmarés deportivo

### Selección española
| 2009 - Torneo Internacional júnior anexo a la Copa del Mundo en Portimão 7.º puesto en concurso general 5.º puesto en 5 cintas - Campeonato de Europa de Bakú 4.º puesto en calificación 5.º puesto en final (5 cintas) 2010 - Grand Prix de Thiais Bronce en concurso general 4.º puesto en 5 aros Plata en 3 cintas y 2 cuerdas - Campeonato de Europa de Bremen 5.º puesto en concurso general 8.º puesto en 5 aros 6.º puesto en 3 cintas y 2 cuerdas - Campeonato del Mundo de Moscú 15.º puesto en concurso general 8.º puesto en 3 cintas y 2 cuerdas 2011 - Prueba de la Copa del Mundo en Portimão 7.º puesto en concurso general 7.º puesto en 5 pelotas 7.º puesto en 3 cintas y 2 aros - US Classics Competition en Orlando Oro en concurso general Oro en 5 pelotas Oro en 3 cintas y 2 aros - II Meeting en Vitória (Brasil) Oro en concurso general Oro en 5 pelotas Oro en 3 cintas y 2 aros - Prueba de la Copa del Mundo en Tel Aviv 11.º puesto en concurso general - Campeonato del Mundo de Montpellier 12.º puesto en concurso general 6.º puesto en 5 pelotas - Torneo Internacional Ciudad de Zaragoza Plata en concurso general 2012 - Torneo Preolímpico de Londres 2012 Oro en concurso general - Grand Prix de Thiais 8.º puesto en concurso general 4.º puesto en 3 cintas y 2 aros - Prueba de la Copa del Mundo en Pesaro 5.º puesto en concurso general 8.º puesto en 3 cintas y 2 aros - Torneo Internacional de Benidorm Oro en concurso general - Prueba de la Copa del Mundo en Sofía Bronce en concurso general 4.º puesto en 5 pelotas Oro en 3 cintas y 2 aros - Campeonato de Europa de Nizni Nóvgorod 5.º puesto en concurso general 5.º puesto en 5 pelotas 7.º puesto en 3 cintas y 2 aros - Prueba de la Copa del Mundo en Minsk Bronce en concurso general 4.º puesto en 5 pelotas 4.º puesto en 3 cintas y 2 aros - Juegos Olímpicos de Londres 2012 5.º puesto en calificación 4.º puesto en final y diploma olímpico 2013 - Torneo Internacional Ciudad de Barcelona Oro en concurso general - Prueba de la Copa del Mundo en San Petersburgo Bronce en concurso general 5.º puesto en 10 mazas - Campeonato del Mundo de Kiev 4.º puesto en concurso general Oro en 10 mazas Bronce en 3 pelotas y 2 cintas 2014 - Prueba de la Copa del Mundo en Lisboa Oro en concurso general Plata en 10 mazas Plata en 3 pelotas y 2 cintas - Prueba de la Copa del Mundo en Minsk Plata en concurso general 4.º puesto en 10 mazas Bronce en 3 pelotas y 2 cintas | 2014 (continuación) - Campeonato de Europa de Bakú 5.º puesto en concurso general Bronce en 10 mazas 5.º puesto en 3 pelotas y 2 cintas - Prueba de la Copa del Mundo en Sofía 4.º puesto en concurso general Bronce en 10 mazas 5.º puesto en 3 pelotas y 2 cintas - IV Meeting en Vitória (Brasil) Plata en concurso general Oro en 10 mazas Plata en 3 pelotas y 2 cintas - Prueba de la Copa del Mundo en Kazán Bronce en concurso general 8.º puesto en 10 mazas 4.º puesto en 3 pelotas y 2 cintas - Campeonato del Mundo de Esmirna 11.º puesto en concurso general Oro en 10 mazas 2015 - Prueba de la Copa del Mundo en Pesaro Bronce en concurso general 7.º puesto en 5 cintas 5.º puesto en 2 aros y 6 mazas - Prueba de la Copa del Mundo en Taskent Plata en concurso general 6.º puesto en 5 cintas Plata en 2 aros y 6 mazas - Juegos Europeos de Bakú 2015 4.º puesto en concurso general 4.º puesto en 5 cintas - Prueba de la Copa del Mundo en Sofía 7.º puesto en concurso general 6.º puesto en 5 cintas - Prueba de la Copa del Mundo en Kazán 6.º puesto en concurso general 5.º puesto en 5 cintas 5.º puesto en 2 aros y 6 mazas - Campeonato del Mundo de Stuttgart Bronce en concurso general 6.º puesto en 5 cintas 2016 - Prueba de la Copa del Mundo en Espoo Bronce en concurso general Oro en 5 cintas Plata en 2 aros y 6 mazas - Torneo Internacional de Schmiden Oro en concurso general Oro en 5 cintas Oro en 2 aros y 6 mazas - Prueba de la Copa del Mundo en Lisboa Bronce en concurso general 5.º puesto en 5 cintas Bronce en 2 aros y 6 mazas - Grand Prix de Thiais Bronce en concurso general 4.º puesto en 5 cintas Plata en 2 aros y 6 mazas - Prueba de la Copa del Mundo en Taskent 4.º puesto en concurso general Bronce en 5 cintas Plata en 2 aros y 6 mazas - Prueba de la Copa del Mundo en Guadalajara Oro en concurso general Bronce en 5 cintas Bronce en 2 aros y 6 mazas - Campeonato de Europa de Jolón 6.º puesto en concurso general Bronce en 5 cintas Plata en 2 aros y 6 mazas - Prueba de la Copa del Mundo en Kazán 6.º puesto en concurso general 4.º puesto en 5 cintas - Prueba de la Copa del Mundo en Bakú 5.º puesto en concurso general Bronce en 5 cintas Bronce en 2 aros y 6 mazas - Juegos Olímpicos de Río 2016 1.er puesto en calificación Plata en final y diploma olímpico |

## Premios, reconocimientos y distinciones
- Premio Pasaporte Olímpico 2011 de los lectores a los deportistas más destacados (2012)[109]
- Mención Especial (junto al resto del conjunto 4.º en los Juegos Olímpicos) en la Gala Anual de Gimnasia de la Federación Cántabra de Gimnasia (2013)[110]
- Entrega de un pergamino de reconocimiento por el Ayuntamiento de Turís (2013)[111][112][113]
- Titán de Oro (junto al resto del conjunto campeón del mundo en Kiev) en la XVIII Gala del Deporte de Arganda del Rey (2013)[114]
- Premio Pasaporte Olímpico 2013 al equipo más destacado (2014)[115]
- Medalla de Oro de la Generalidad Valenciana al Mérito Deportivo (2014)[116]
- Medalla del Comité Olímpico Español (2014)[117]
- Premio As del deporte 2014 (junto al resto del conjunto), otorgado por el diario As (2014)[3][118][119][120]
- Premio a la Gesta Deportiva Femenina por Equipos (junto al resto del conjunto) en la XXX Gala del Deporte Municipal de Andújar (2014)[121][122]
- Premio Dvillena al Mejor Equipo Femenino de 2014 en la I Edición de los Premios Planeta Olímpico (2015)[123][124]
- Galardonada (junto al resto del conjunto) en la XXXV Gala Nacional del Deporte de la Asociación Española de la Prensa Deportiva (2015)[125][126]
- Deportista femenina más destacada en los Premios al Mérito Deportivo de la Ciudad de Valencia (2015)[127]
- Copa Barón de Güell al mejor equipo español, otorgada por el CSD y entregada en los Premios Nacionales del Deporte de 2014 (2015)[4]
- Medalla de Bronce de la Real Orden del Mérito Deportivo, otorgada por el Consejo Superior de Deportes (2015)[5][128][129][130][80]
- Trofeo por la consecución de la medalla de bronce en Stuttgart, otorgado por el Ayuntamiento de Guadalajara en el V Trofeo Maite Nadal (2015)[131]
- Mejor Equipo en los Premios Mujer, Deporte y Empresa, entregados en el I Congreso Ibérico Mujer, Deporte y Empresa (2015)[132]
- Premio Internacional por la consecución de la medalla de bronce en Stuttgart en la XXIII Noche del Deporte de Mollet del Vallès (2016)[133]
- Distinción (junto al resto del conjunto) en la Gala del Deporte de Ceuta (2016)[134][135]
- Galardonada (junto al resto del conjunto) en la XXXVI Gala Nacional del Deporte de la Asociación Española de la Prensa Deportiva (2016)[136]
- Medalla de Plata de la Real Orden del Mérito Deportivo, otorgada por el Consejo Superior de Deportes (2016)[137]
- Hija Predilecta de Turís (2016)[138]
- Premio Valencianos para el siglo XXI, otorgado por el diario Las Provincias (2016)[139]
- Trofeo al Deportista Internacional de 2016 (junto al resto del conjunto) en la Gala de Mundo Deportivo (2017)[140]
- Galardonada (junto al resto del conjunto) en la XXXVII Gala Nacional del Deporte de la Asociación Española de la Prensa Deportiva (2017)[141]
- Socio de Honor (junto al resto del conjunto subcampeón olímpico) de la Fundación Deporte Alcobendas (Fundal) (2018)[142]
- Premio de la Diputación de Valencia a su carrera en la Gala del Deporte de Yosoynoticia.es (2019)[143]
- Reconocimiento (junto al resto de medallistas olímpicas españolas) en la XV Gala del COE (2020)[144]

### Otros honores
- Una calle en Turís fue bautizada como «Gimnasta Elena López Benaches» en su honor el 15 de noviembre de 2014.[57]
- El Gimnasio Municipal de Turís lleva su nombre desde el 19 de octubre de 2016.[138]
- Entrega de un collar de oro con los aros olímpicos y un plato condecorado del Ayuntamiento de Alicante en el homenaje a las 9 gimnastas olímpicas de la Comunidad Valenciana, organizado por la Federación Valenciana de Gimnasia el 25 de noviembre de 2017 durante la Fase Final del Circuito Iberdrola de Gimnasia Rítmica en el Pabellón Pedro Ferrándiz de Alicante.[106]

## Galería

### Final de conjuntos en los Juegos Olímpicos de Londres 2012

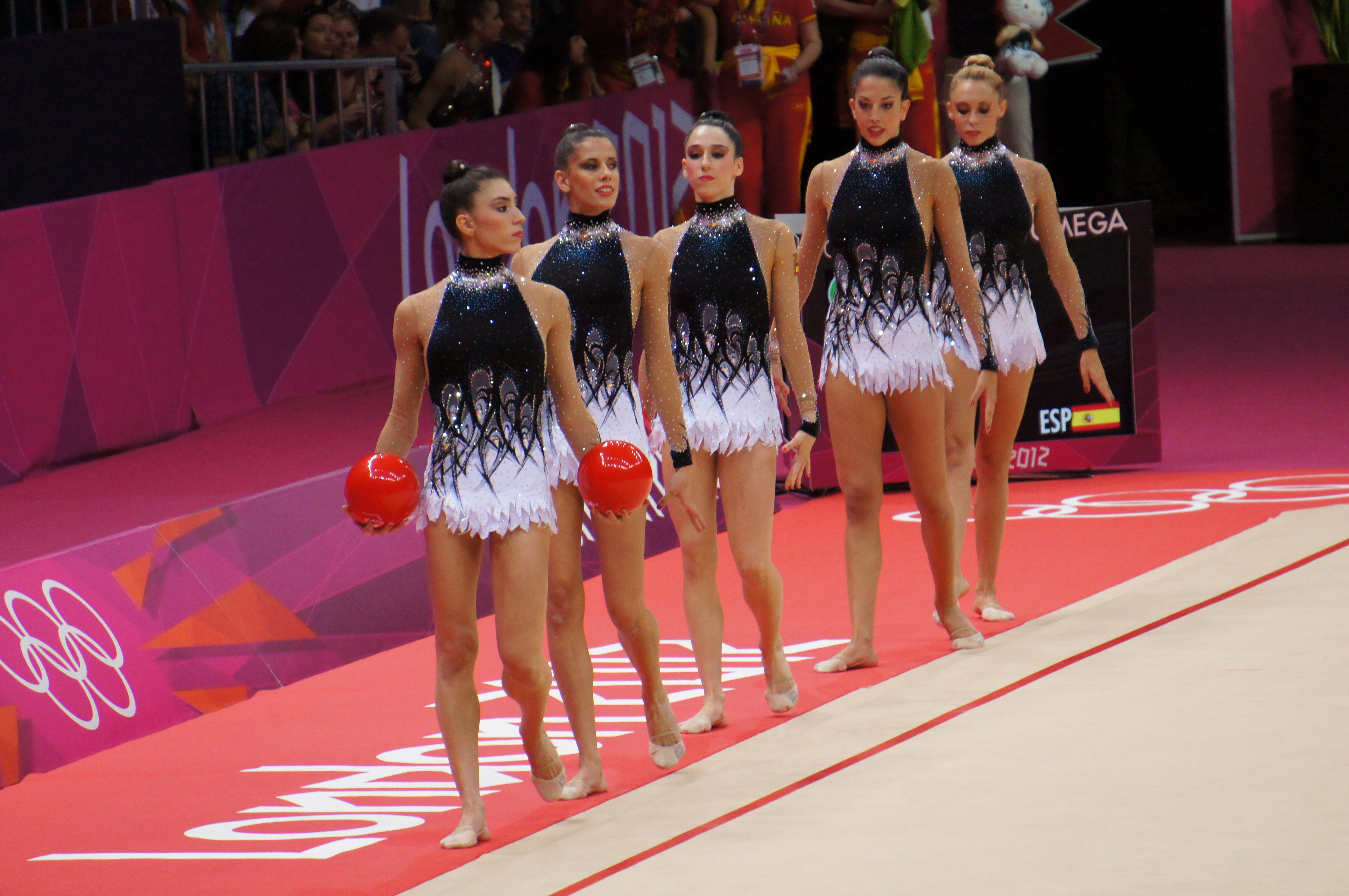
De izquierda a derecha, Sandra, Lourdes, Loreto, Alejandra y Lidia.
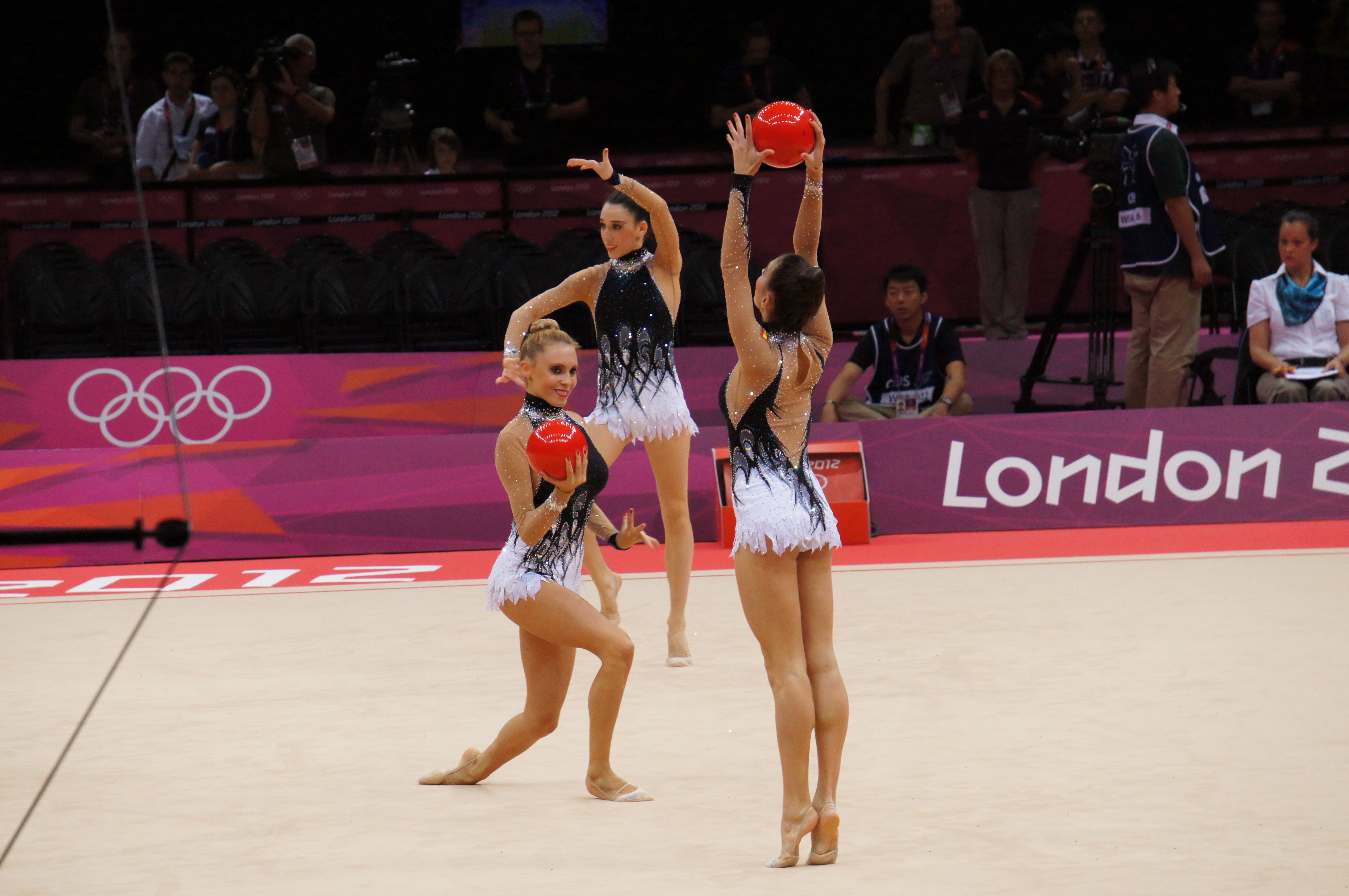
Un momento del ejercicio de 5 pelotas. Alejandra, de espaldas, seguida por Lidia y Loreto, al fondo.
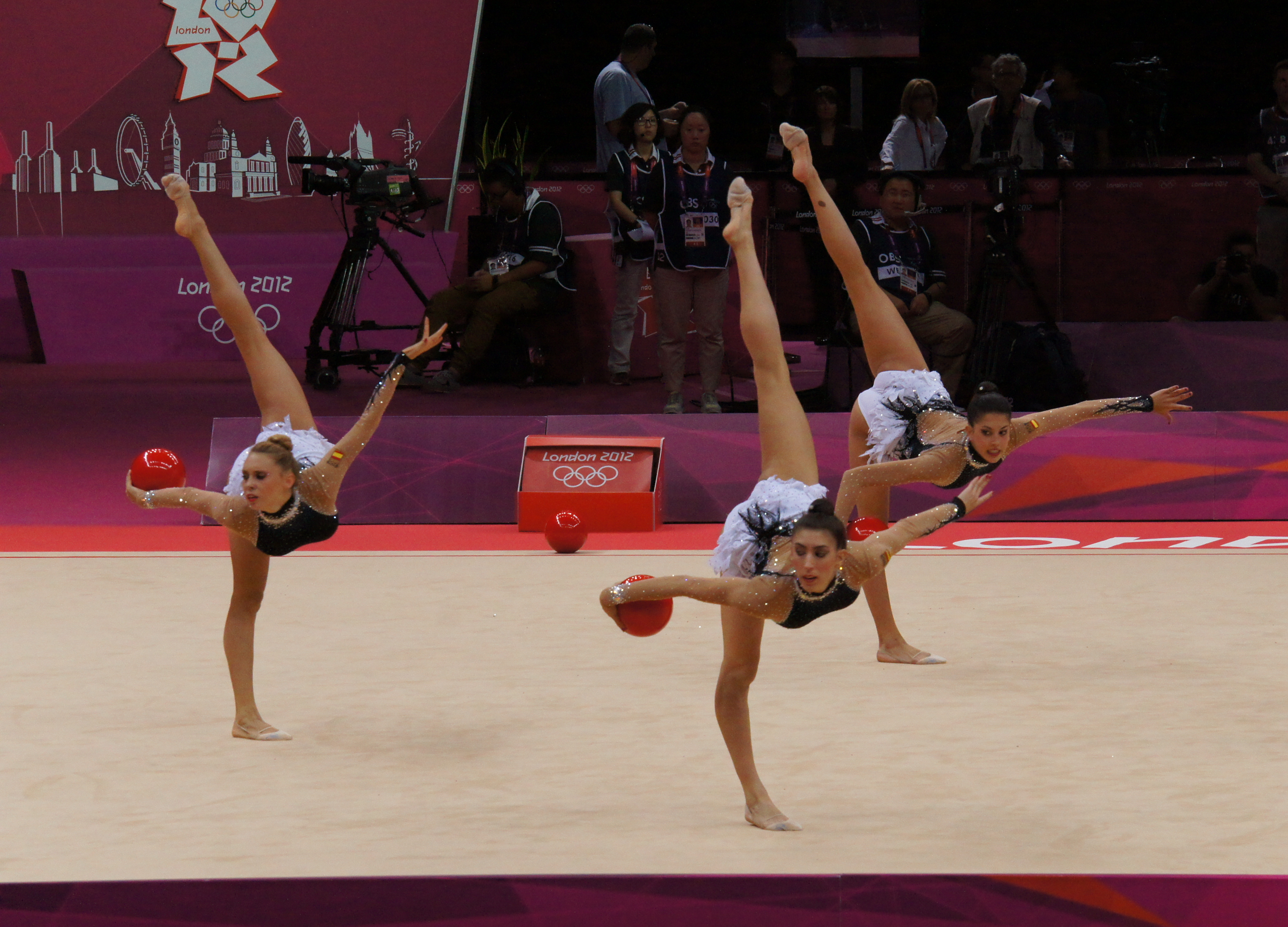
De izquierda a derecha, Lidia, Sandra y Alejandra, realizando un giro penché (o en plancha frontal).
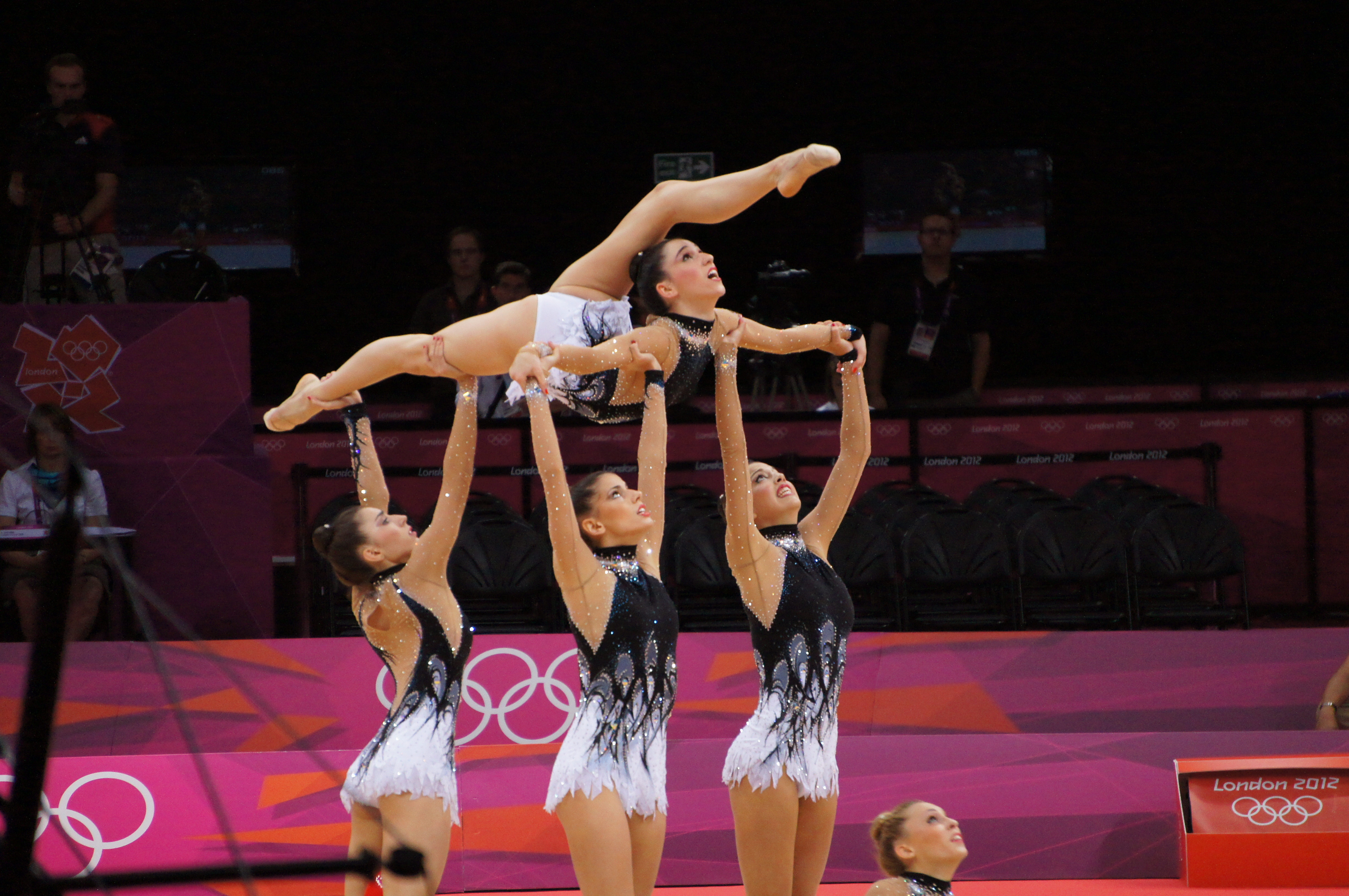
Sandra, Lourdes y Alejandra, sosteniendo a Loreto en otro momento del ejercicio de 5 pelotas.
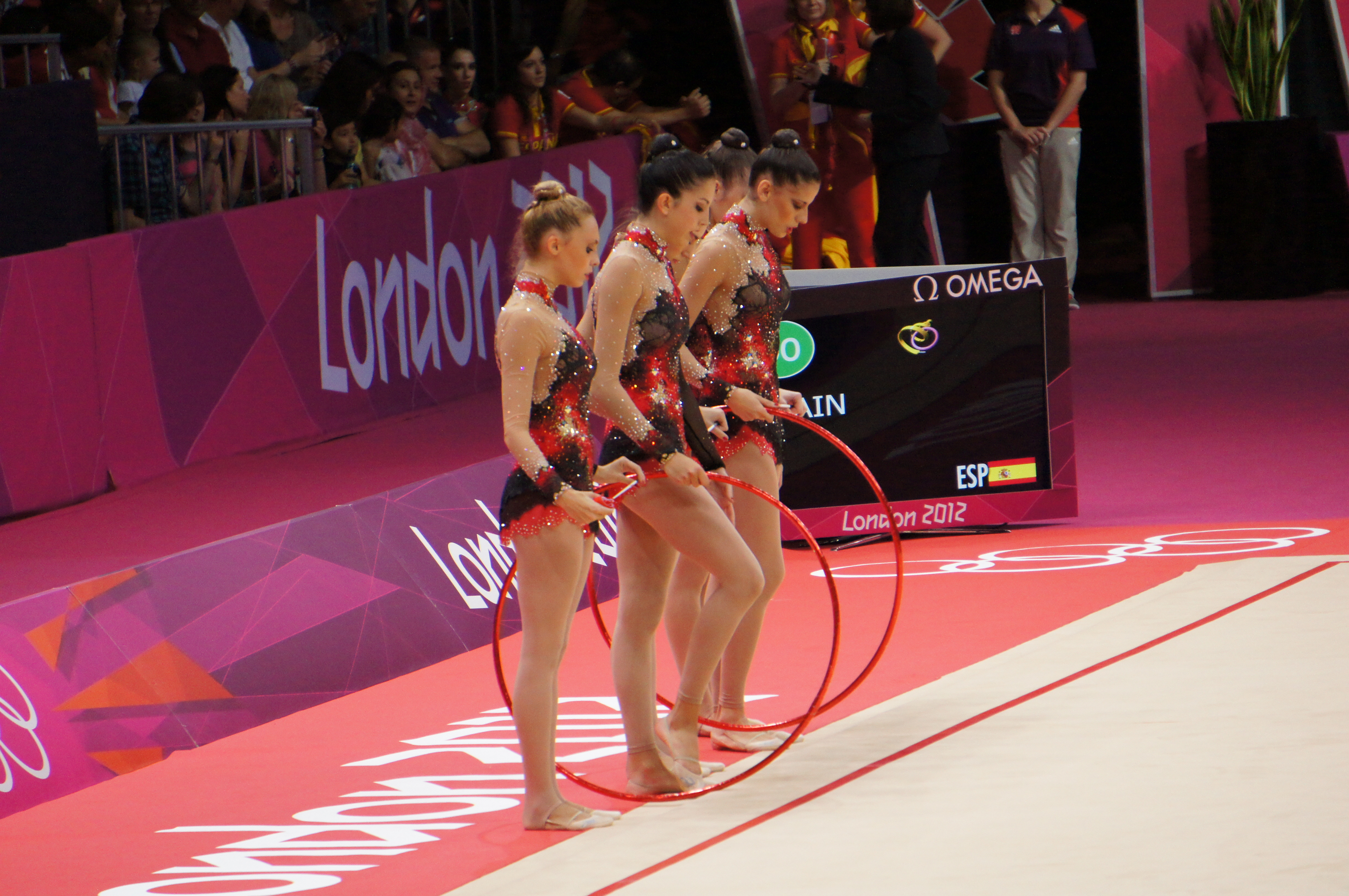
Las componentes del equipo antes de realizar el ejercicio de 3 cintas y 2 aros. En este montaje saldría Elena López en lugar de Loreto.
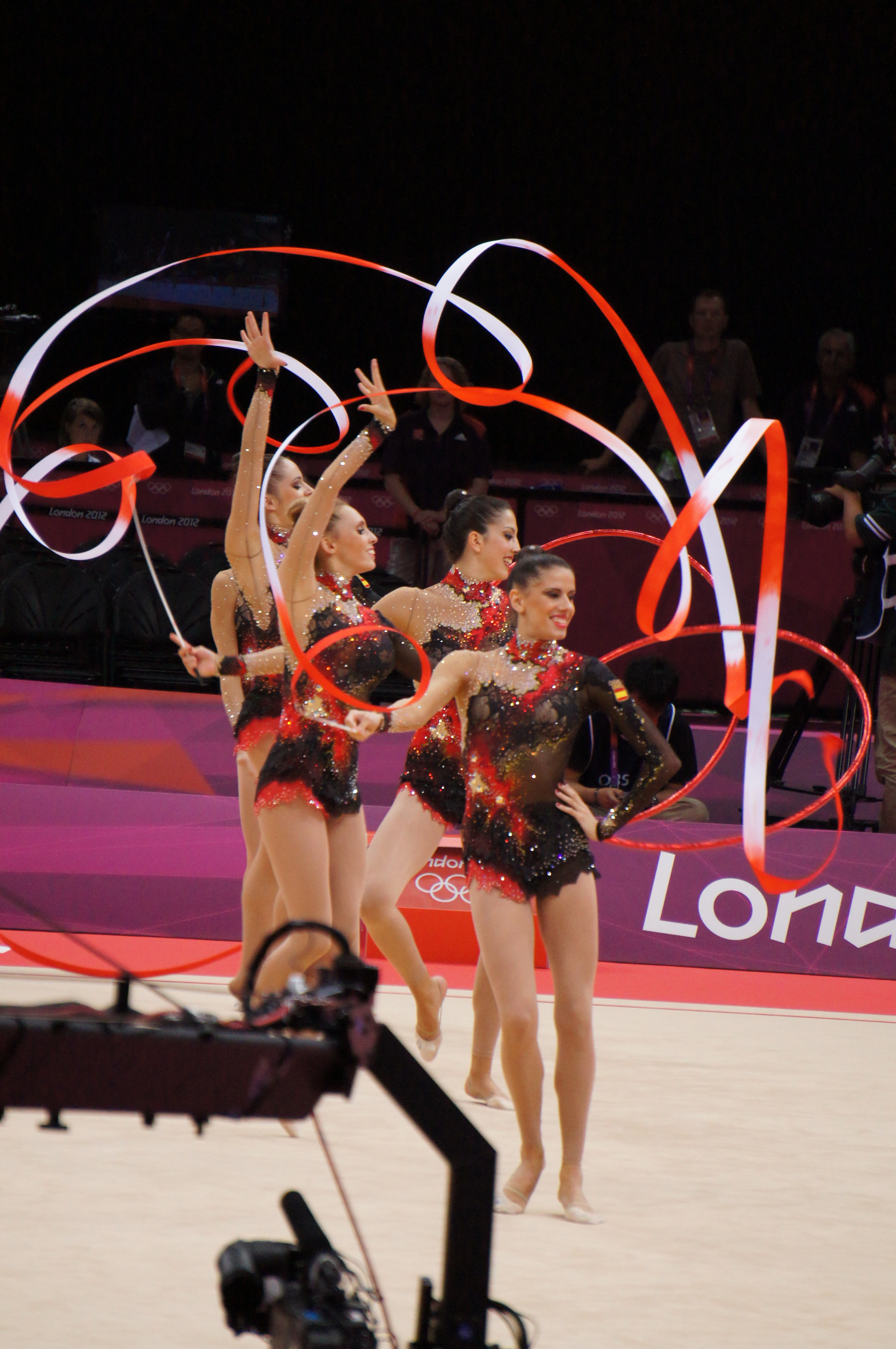
El conjunto durante el ejercicio mixto.
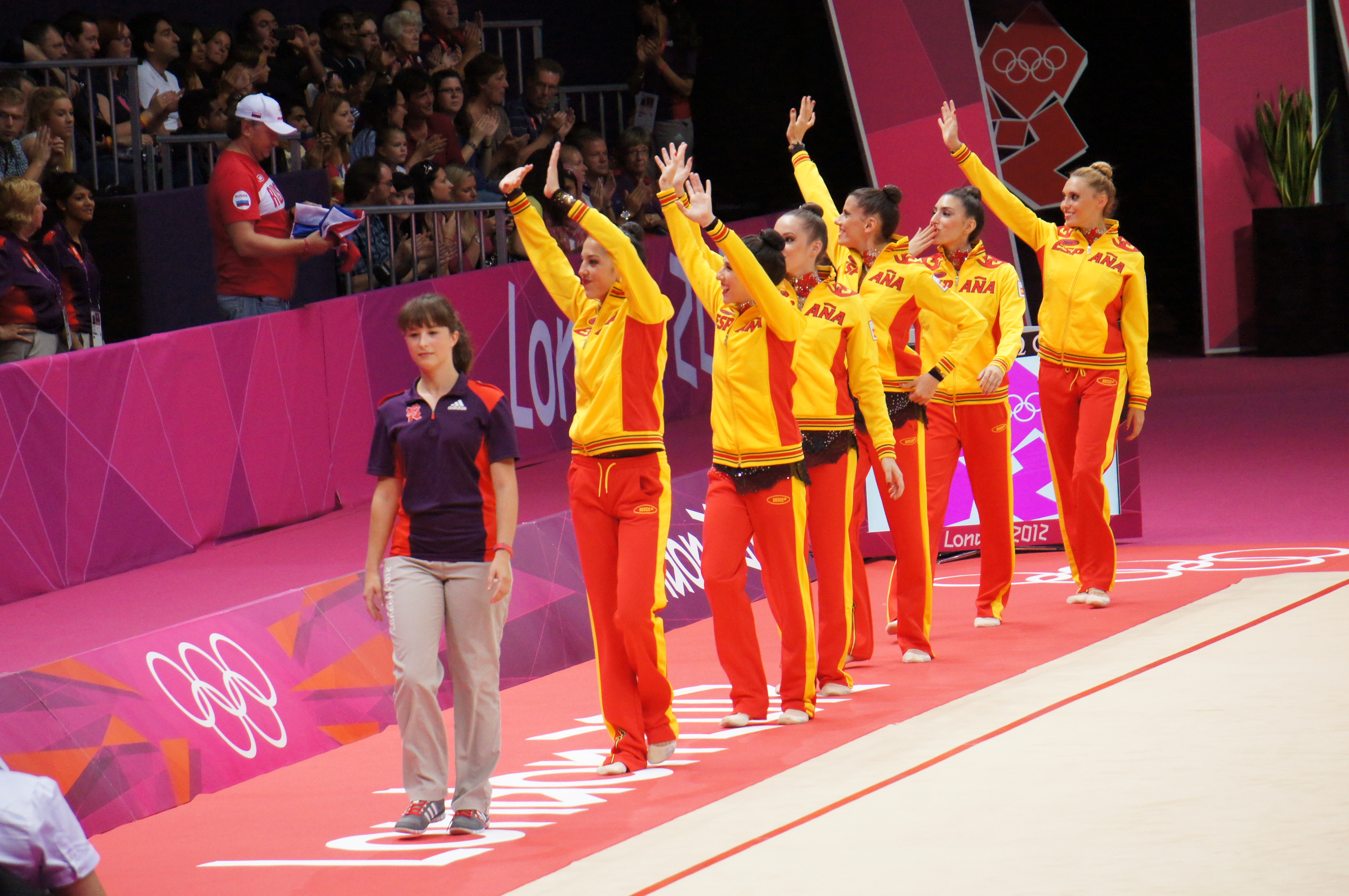
El equipo español saludando al público tras finalizar la competición.

## Filmografía

### Programas de televisión
| Programas de televisión | Programas de televisión           | Programas de televisión | Programas de televisión                                  |
| Año                     | Título                            | Cadena                  | Notas                                                    |
| ----------------------- | --------------------------------- | ----------------------- | -------------------------------------------------------- |
| 2010                    | Objetivo 2012                     | Teledeporte             | Aparición en reportaje                                   |
| 2011                    | Objetivo 2012                     | Teledeporte             | Aparición en reportaje                                   |
| 2012                    | Objetivo 2012                     | Teledeporte             | Aparición en reportaje                                   |
| 2012                    | Dossiers                          | Canal Nou               | Entrevistada en reportaje junto a Alejandra Quereda      |
| 2012                    | Comando actualidad                | La 1 de TVE             | Aparición en reportaje                                   |
| 2012                    | Noticias                          | Levante Televisión      | Invitada                                                 |
| 2014                    | Objetivo Río                      | Teledeporte             | Aparición en reportaje                                   |
| 2015                    | XXXV Gala Nacional del Deporte    | Teledeporte             | Premiada junto al resto del conjunto                     |
| 2015                    | El hormiguero                     | Antena 3                | Invitada junto al resto del conjunto                     |
| 2015                    | Objetivo Río                      | Teledeporte             | Aparición en reportaje                                   |
| 2016                    | XXXVI Gala Nacional del Deporte   | Teledeporte             | Premiada junto al resto del conjunto                     |
| 2016                    | Objetivo Río                      | Teledeporte             | Aparición en reportaje                                   |
| 2016                    | MasterChef Junior                 | La 1 de TVE             | Invitada junto al resto del conjunto                     |
| 2017                    | XXXVII Gala Nacional del Deporte  | Teledeporte             | Premiada junto al resto del conjunto                     |
| 2018                    | Partido a partido                 | Be Mad                  | Invitada                                                 |
| 2018                    | XXXVIII Gala Nacional del Deporte | Teledeporte             | Encargada de entregar premio junto al resto del conjunto |
| 2018                    | ¡Qué animal!                      | La 2 de TVE             | Invitada junto al resto del conjunto                     |
| 2018                    | La resistencia                    | #0                      | Invitada                                                 |

### Películas
| Películas | Películas                       | Películas  | Películas                                        | Películas     |
| Año       | Título                          | Personaje  | Notas                                            | Director      |
| --------- | ------------------------------- | ---------- | ------------------------------------------------ | ------------- |
| 2015      | Vidas olímpicas                 | Ella misma | Documental sobre el Proyecto FER                 | César Martí   |
| 2015      | Mereciendo un sueño             | Ella misma | Cortometraje documental promocional de Freixenet | Jorge Cosmen  |
| 2016      | La satisfacción es para siempre | Ella misma | Cortometraje documental promocional de Freixenet | Jorge Palomar |
| 2018      | Más que plata                   | Ella misma | Cortometraje documental                          | Carlos Agulló |

### Vídeos musicales
| Vídeos musicales | Vídeos musicales      | Vídeos musicales              | Vídeos musicales | Vídeos musicales |
| Año              | Canción               | Artista                       | Director         |                  |
| ---------------- | --------------------- | ----------------------------- | ---------------- | ---------------- |
| 2018             | «The Dream of Flying» | Zeltia Montes & Krysta Youngs | Carlos Agulló    |                  |

### Publicidad
- Spots de Navidad para Dvillena, entonces patrocinador de la RFEG (2012 y 2015).[151]
- Spot de la puntera «Sensación» de Dvillena, entonces patrocinador de la RFEG (2014).[152]
- Vídeo promocional de la RFEG titulado «El sueño de volar» (imágenes de archivo), dirigido por Carlos Agulló (2015).[153]
- Anuncio de televisión para Divina Pastora Seguros, entonces patrocinador de la RFEG, de la campaña «Corre. Vuela. No te detengas» (2015).
- Anuncios de televisión de Navidad para Freixenet de las campañas «Brillar» (2015) y «Brillar 2016» (2016), dirigidos por Kike Maíllo.
- Vídeo promocional de la RFEG titulado «A ritmo de Río», dirigido por Carlos Agulló (2016).[154]
- Spot de la colección gymwear «City Lights» de Oysho, entonces patrocinador de la RFEG (2016).[155]
- Spot del Centro Colonial Sport de la RFEG (2018).[156]